# Maurizio Crozza

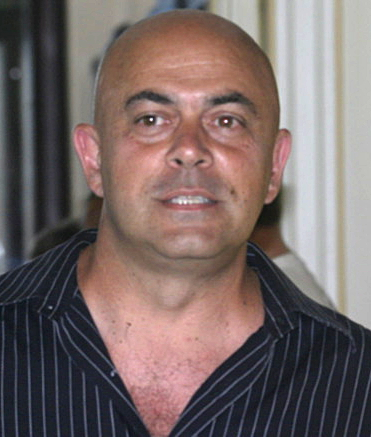
Maurizio Crozza

Maurizio Crozza (* 5. Dezember 1959 in Genua) ist ein italienischer Schauspieler, Fernsehmoderator und Komiker. 

## Leben
Crozza schloss 1980 ein Studium an einer Schauspielschule in Genua ab. 1992 heiratete er die Schauspielerin Carla Signoris, mit der er später zwei gemeinsame Kinder bekam. Zusammen mit ihr spielte er 1995 an der Seite von Ugo Dighero und Rossy de Palma in Marcello Cesenas Komödie Toter geht's nicht. 
Während des Sanremo-Festivals 2017 hatte er per Liveschaltung jeden Abend einen Auftritt.